# Honda Indy Grand Prix van Alabama 2021
De Honda Indy Grand Prix van Alabama 2021 (officieel bekend als de 2021 Honda Indy Grand Prix of Alabama presented by AmFirst) was een IndyCar-motorrace die op 18 april 2021 werd gehouden op Barber Motorsports Park in Birmingham, Alabama. Het diende als de seizoensopener van de IndyCar Series 2021 en was de elfde keer dat de Honda Indy Grand Prix van Alabama werd verreden.
Álex Palou won de race voor Chip Ganassi Racing en behaalde daarmee zijn eerste overwinning in zijn tweede seizoen. Will Power van Team Penske eindigde als tweede, terwijl regerend kampioen Scott Dixon als derde de podiumplaatsen completeerde.

## Achtergrond
Het evenement zou aanvankelijk plaatsvinden op 11 april 2021, na de Firestone Grand Prix van St. Petersburg, die op 7 maart zou worden verreden als seizoensopener. De race van St. Petersburg werd echter verplaatst naar 25 april, waardoor de Barber-race de eerste ronde van het seizoen 2021 werd. Het evenement werd vervolgens verplaatst van 11 april naar het weekend van 17-18 april, een week voor de race in St. Petersburg. Het betekende de terugkeer van het evenement op de kalender, nadat het in het vorige seizoen was geannuleerd als gevolg van de COVID-19 pandemie.
Takuma Sato was de vorige racewinnaar, hij won de race in 2019 voor Rahal Letterman Lanigan Racing.

### Inschrijvingen
24 coureurs hebben zich ingeschreven voor de race, waaronder de in de IndyCar Series debuterende Jimmie Johnson uit de NASCAR Cup Series (Chip Ganassi Racing) en Romain Grosjean uit de Formule 1 (Dale Coyne Racing w/ Rick Ware Racing), terwijl Scott McLaughlin (Team Penske) zijn tweede start maakt nadat hij in 2020 de seizoensfinale reed.
W = eerdere winnaar
R = rookie
| No.   | Coureur            | Team                                    | Motor     |
| ----- | ------------------ | --------------------------------------- | --------- |
| 2     | Josef Newgarden W  | Team Penske                             | Chevrolet |
| 3     | Scott McLaughlin R | Team Penske                             | Chevrolet |
| 4     | Dalton Kellett     | A. J. Foyt Enterprises                  | Chevrolet |
| 5     | Patricio O'Ward    | Arrow McLaren SP                        | Chevrolet |
| 7     | Felix Rosenqvist   | Arrow McLaren SP                        | Chevrolet |
| 8     | Marcus Ericsson    | Chip Ganassi Racing                     | Honda     |
| 9     | Scott Dixon        | Chip Ganassi Racing                     | Honda     |
| 10    | Álex Palou         | Chip Ganassi Racing                     | Honda     |
| 12    | Will Power W       | Team Penske                             | Chevrolet |
| 14    | Sébastien Bourdais | A. J. Foyt Enterprises                  | Chevrolet |
| 15    | Graham Rahal       | Rahal Letterman Lanigan Racing          | Honda     |
| 18    | Ed Jones           | Dale Coyne Racing with Vasser-Sullivan  | Honda     |
| 20    | Conor Daly         | Ed Carpenter Racing                     | Chevrolet |
| 21    | Rinus VeeKay       | Ed Carpenter Racing                     | Chevrolet |
| 22    | Simon Pagenaud W   | Team Penske                             | Chevrolet |
| 26    | Colton Herta       | Andretti Autosport                      | Honda     |
| 27    | Alexander Rossi    | Andretti Autosport                      | Honda     |
| 28    | Ryan Hunter-Reay W | Andretti Autosport                      | Honda     |
| 29    | James Hinchcliffe  | Andretti Steinbrenner Autosport         | Honda     |
| 30    | Takuma Sato W      | Rahal Letterman Lanigan Racing          | Honda     |
| 48    | Jimmie Johnson R   | Chip Ganassi Racing                     | Honda     |
| 51    | Romain Grosjean R  | Dale Coyne Racing with Rick Ware Racing | Honda     |
| 59    | Max Chilton        | Carlin                                  | Chevrolet |
| 60    | Jack Harvey        | Meyer Shank Racing                      | Honda     |
| Bron: |                    |                                         |           |

## Classificatie

### Trainingen

#### Training 1
Training 1 vond plaats om 11:00 ET op 17 april 2021. Tijdens de sessie werd één rode vlag uitgeroepen, toen Felix Rosenqvist bij het inrijden van de pitstraat contact maakte met de vangrail. Álex Palou reed de snelste tijd in de eerste training van het seizoen met een tijd van 01:06.4721, voor Colton Herta en Josef Newgarden op respectievelijk de tweede en derde plaats.
| Pos.  | No. | Coureur           | Team                | Motor     | Tijd       |
| ----- | --- | ----------------- | ------------------- | --------- | ---------- |
| 1     | 10  | Álex Palou        | Chip Ganassi Racing | Honda     | 01:06.4721 |
| 2     | 26  | Colton Herta      | Andretti Autosport  | Honda     | 01:06.4897 |
| 3     | 2   | Josef Newgarden W | Team Penske         | Chevrolet | 01:06.4957 |
| Bron: |     |                   |                     |           |            |

#### Training 2
De tweede training vond plaats om 14.40 ET op 17 april 2021. De sessie kende meerdere rode vlaggen voor incidenten met een stilstand voor Dalton Kellett, contact met de muur in bocht 14 voor Herta, en Newgarden die vermogen verloor na het corrigeren van een schuiver. Andretti Autosport coureur Alexander Rossi eindigde als eerste in de tweede training met een tijd van 01:06.0797, voor het Chip Ganassi Racing duo Marcus Ericsson en Scott Dixon.
| Pos.  | No. | Coureur         | Team                | Motor | Tijd       |
| ----- | --- | --------------- | ------------------- | ----- | ---------- |
| 1     | 27  | Alexander Rossi | Andretti Autosport  | Honda | 01:06.0797 |
| 2     | 8   | Marcus Ericsson | Chip Ganassi Racing | Honda | 01:06.2190 |
| 3     | 9   | Scott Dixon     | Chip Ganassi Racing | Honda | 01:06.3018 |
| Bron: |     |                 |                     |       |            |

### Kwalificatie
De kwalificatie vond plaats om 17:50 ET op 17 april 2021.
| Pos.  | No. | Coureur            | Team                                    | Motor     | Tijd       | Tijd       | Tijd       | Tijd       | Grid |
| Pos.  | No. | Coureur            | Team                                    | Motor     | Ronde 1    | Ronde 1    | Ronde 2    | Ronde 3    | Grid |
| Pos.  | No. | Coureur            | Team                                    | Motor     | Groep 1    | Groep 2    | Ronde 2    | Ronde 3    | Grid |
| ----- | --- | ------------------ | --------------------------------------- | --------- | ---------- | ---------- | ---------- | ---------- | ---- |
| 1     | 5   | Patricio O'Ward    | Arrow McLaren SP                        | Chevrolet | N/A        | 01:06.0696 | 01:05.5019 | 01:05.8479 | 1    |
| 2     | 27  | Alexander Rossi    | Andretti Autosport                      | Honda     | N/A        | 01:06.2344 | 01:05.6953 | 01:05.9177 | 2    |
| 3     | 10  | Álex Palou         | Chip Ganassi Racing                     | Honda     | 01:05.9032 | N/A        | 01:05.6328 | 01:06.0538 | 3    |
| 4     | 2   | Will Power W       | Team Penske                             | Chevrolet | 01:05.9191 | N/A        | 01:05.5226 | 01:06.1186 | 4    |
| 5     | 9   | Scott Dixon        | Chip Ganassi Racing                     | Honda     | N/A        | 01:06.3775 | 01:05.6863 | 01:06.3976 | 5    |
| 6     | 8   | Marcus Ericsson    | Chip Ganassi Racing                     | Honda     | 01:06.4992 | N/A        | 01:05.6614 | 01:06.4102 | 6    |
| 7     | 51  | Romain Grosjean R  | Dale Coyne Racing with Rick Ware Racing | Honda     | N/A        | 01:06.0709 | 01:05.7643 | N/A        | 7    |
| 8     | 2   | Josef Newgarden W  | Team Penske                             | Chevrolet | 01:06.3881 | N/A        | 01:05.7902 | N/A        | 8    |
| 9     | 26  | Colton Herta       | Andretti Autosport                      | Honda     | N/A        | 01:06.4282 | 01:05.7957 | N/A        | 9    |
| 10    | 20  | Conor Daly         | Ed Carpenter Racing                     | Chevrolet | N/A        | 01:06.1033 | 01:05.9118 | N/A        | 10   |
| 11    | 60  | Jack Harvey        | Meyer Shank Racing                      | Honda     | 01:06.5234 | N/A        | 01:05.9634 | N/A        | 11   |
| 12    | 3   | Scott McLaughlin R | Team Penske                             | Chevrolet | 01:06.4552 | N/A        | 01:06.7226 | N/A        | 12   |
| 13    | 18  | Ed Jones           | Dale Coyne Racing with Vasser-Sullivan  | Honda     | 01:06.5578 | N/A        | N/A        | N/A        | 13   |
| 14    | 21  | Rinus VeeKay       | Ed Carpenter Racing                     | Chevrolet | N/A        | 01:06.4770 | N/A        | N/A        | 14   |
| 15    | 22  | Simon Pagenaud W   | Team Penske                             | Chevrolet | 01:06.6480 | N/A        | N/A        | N/A        | 15   |
| 16    | 14  | Sébastien Bourdais | A. J. Foyt Enterprises                  | Chevrolet | N/A        | 01:06.5035 | N/A        | N/A        | 16   |
| 17    | 28  | Ryan Hunter-Reay W | Andretti Autosport                      | Honda     | 01:06.8512 | N/A        | N/A        | N/A        | 17   |
| 18    | 15  | Graham Rahal       | Rahal Letterman Lanigan Racing          | Honda     | N/A        | 01:06.8489 | N/A        | N/A        | 18   |
| 19    | 30  | Takuma Sato W      | Rahal Letterman Lanigan Racing          | Honda     | 01:07.1026 | N/A        | N/A        | N/A        | 19   |
| 20    | 59  | Max Chilton        | Carlin                                  | Chevrolet | N/A        | 01:07.0021 | N/A        | N/A        | 20   |
| 21    | 48  | Jimmie Johnson R   | Chip Ganassi Racing                     | Honda     | 01:07.7092 | N/A        | N/A        | N/A        | 21   |
| 22    | 7   | Felix Rosenqvist   | Arrow McLaren SP                        | Chevrolet | N/A        | 01:07.0254 | N/A        | N/A        | 22   |
| 23    | 4   | Dalton Kellett     | A. J. Foyt Enterprises                  | Chevrolet | 01:07.8100 | N/A        | N/A        | N/A        | 22   |
| 24    | 29  | James Hinchcliffe  | Andretti Steinbrenner Autosport         | Honda     | N/A        | Geen tijd  | N/A        | N/A        | 24   |
| Bron: |     |                    |                                         |           |            |            |            |            |      |

- Vetgedrukte tekst geeft de snelste tijd in de sessie aan.

### Warmup
De warmup vond plaats om 11:30 ET op 18 april 2021.
| Pos.  | No. | Coureur            | Team                                    | Motor     | Tijd       |
| ----- | --- | ------------------ | --------------------------------------- | --------- | ---------- |
| 1     | 15  | Graham Rahal       | Rahal Letterman Lanigan Racing          | Honda     | 01:06.7319 |
| 2     | 51  | Romain Grosjean R  | Dale Coyne Racing with Rick Ware Racing | Honda     | 01:06.8616 |
| 3     | 14  | Sébastien Bourdais | A. J. Foyt Enterprises                  | Chevrolet | 01:06.8642 |
| Bron: |     |                    |                                         |           |            |

### Race
De race begon om 15:00 ET op 18 april 2021.
| Pos.                                                                      | No. | Coureur            | Team                                    | Motor     | Rondes | Tijd         | Pit stops | Grid | Geleide ronden | Pts. |
| ------------------------------------------------------------------------- | --- | ------------------ | --------------------------------------- | --------- | ------ | ------------ | --------- | ---- | -------------- | ---- |
| 1                                                                         | 10  | Álex Palou         | Chip Ganassi Racing                     | Honda     | 90     | 1:52:53.0361 | 2         | 3    | 56             | 53   |
| 2                                                                         | 12  | Will Power W       | Team Penske                             | Chevrolet | 90     | +0.4016      | 2         | 4    | 4              | 41   |
| 3                                                                         | 9   | Scott Dixon        | Chip Ganassi Racing                     | Honda     | 90     | +2.9881      | 2         | 5    |                | 35   |
| 4                                                                         | 5   | Patricio O'Ward    | Arrow McLaren SP                        | Chevrolet | 90     | +3.9741      | 3         | 1    | 25             | 34   |
| 5                                                                         | 14  | Sébastien Bourdais | A. J. Foyt Enterprises                  | Chevrolet | 90     | +10.6967     | 3         | 16   | 4              | 31   |
| 6                                                                         | 21  | Rinus VeeKay       | Ed Carpenter Racing                     | Chevrolet | 90     | +13.8750     | 4         | 14   | 1              | 29   |
| 7                                                                         | 15  | Graham Rahal       | Rahal Letterman Lanigan Racing          | Honda     | 90     | +18.7387     | 3         | 18   |                | 26   |
| 8                                                                         | 8   | Marcus Ericsson    | Chip Ganassi Racing                     | Honda     | 90     | +20.0700     | 2         | 6    |                | 24   |
| 9                                                                         | 27  | Alexander Rossi    | Andretti Autosport                      | Honda     | 90     | +20.5601     | 3         | 2    |                | 22   |
| 10                                                                        | 51  | Romain Grosjean R  | Dale Coyne Racing with Rick Ware Racing | Honda     | 90     | +45.0805     | 2         | 7    |                | 20   |
| 11                                                                        | 60  | Jack Harvey        | Meyer Shank Racing                      | Honda     | 90     | +50.0788     | 3         | 11   |                | 19   |
| 12                                                                        | 22  | Simon Pagenaud W   | Team Penske                             | Chevrolet | 90     | +59.0522     | 3         | 15   |                | 18   |
| 13                                                                        | 30  | Takuma Sato W      | Rahal Letterman Lanigan Racing          | Honda     | 90     | +1:05.5887   | 3         | 19   |                | 17   |
| 14                                                                        | 3   | Scott McLaughlin R | Team Penske                             | Chevrolet | 90     | +1:06.0562   | 3         | 12   |                | 16   |
| 15                                                                        | 18  | Ed Jones           | Dale Coyne Racing with Vasser-Sullivan  | Honda     | 90     | +1:08.4093   | 3         | 13   |                | 15   |
| 16                                                                        | 20  | Conor Daly         | Ed Carpenter Racing                     | Chevrolet | 90     | +1:09.1076   | 3         | 10   |                | 14   |
| 17                                                                        | 29  | James Hinchcliffe  | Andretti Steinbrenner Autosport         | Honda     | 89     | +1 ronde     | 3         | 24   |                | 13   |
| 18                                                                        | 4   | Dalton Kellett     | A. J. Foyt Enterprises                  | Chevrolet | 89     | +1 ronde     | 4         | 23   |                | 12   |
| 19                                                                        | 48  | Jimmie Johnson R   | Chip Ganassi Racing                     | Honda     | 87     | +3 rondes    | 3         | 21   |                | 11   |
| 20                                                                        | 59  | Max Chilton        | Carlin                                  | Chevrolet | 86     | +4 rondes    | 4         | 20   |                | 10   |
| 21                                                                        | 7   | Felix Rosenqvist   | Arrow McLaren SP                        | Chevrolet | 62     | Contact      | 3         | 22   |                | 9    |
| 22                                                                        | 26  | Colton Herta       | Andretti Autosport                      | Honda     | 25     | Contact      | 2         | 9    |                | 8    |
| 23                                                                        | 2   | Josef Newgarden W  | Team Penske                             | Chevrolet | 0      | Contact      | 0         | 8    |                | 7    |
| 24                                                                        | 28  | Ryan Hunter-Reay W | Andretti Autosport                      | Honda     | 0      | Contact      | 0         | 17   |                | 6    |
| Snelste ronde: Patricio O'Ward (Arrow McLaren SP) – 01:06.8182 (ronde 65) |     |                    |                                         |           |        |              |           |      |                |      |
| Bron:                                                                     |     |                    |                                         |           |        |              |           |      |                |      |

## Tussenstanden kampioenschap
| Pos. | Coureur            | Punten |
| ---- | ------------------ | ------ |
| 1.   | Álex Palou         | 53     |
| 2.   | Will Power         | 41     |
| 3.   | Scott Dixon        | 35     |
| 4.   | Patricio O'Ward    | 34     |
| 5.   | Sébastien Bourdais | 31     |

| Pos. | Team      | Punten |
| 1.   | Honda     | 90     |
| 2.   | Chevrolet | 73     |